# Aspitates kozhantchikovi
Aspitates kozhantchikovi là một loài bướm đêm trong họ Geometridae.